# Liam Garrigan
Liam Garrigan (nascido em 17 de outubro de 1981, em Kingston upon Hull, East Riding of Yorkshire, Inglaterra, Reino Unido) é um ator inglês de teatro e televisão. Na juventude, frequentou aulas na Kingston upon Hull Northern Stage Company e foi um estudante da Faculdade Wyke. Ele é mais conhecido por seus papéis como Ian Al-Harazi na série da Fox, 24: Live Another Day e Rei Arthur na série da ABC, Once Upon a Time.

## Carreira
Garrigan estudou na Guildhall School of Music and Drama, em Londres . Ele já apareceu nos dramas da BBC Holby City, Doctors[1]  ,  The Chase e em Marple de Agatha Christie, na ITV1 . Ele também interpretou Alfred, na minissérie The Pillars of the Earth  na Starz TV. Ele apareceu em Ultimate Force como Edward Dwyer, durante a terceira temporada [2]. Ele também atuou nas temporadas da série de drama irlandês, RTÉ 's Raw,  de 2008 e 2010 [3]. Em Janeiro de 2011, Garrigan estrelou na segunda temporada do drama de guerra da BBC One 's, Land Girls. Em Janeiro de 2014, Garrigan apareceu em Silent Witness .

## Filmografia
| Filme     | Filme                    | Filme                            | Filme                                         |
| Ano       | Filme                    | Papel                            | Notas                                         |
| --------- | ------------------------ | -------------------------------- | --------------------------------------------- |
| 2008      | He Kills Coppers         | Jonathan Young                   | Filme para TV                                 |
| 2008      | Small Dark Places        | Simon Howell                     | Curta para TV                                 |
| 2010      | New Blood                | Steve                            | Curta                                         |
| 2010      | Inn Mates                | Pete                             | Filme para TV                                 |
| 2011      | The Night Watch          | Reggie Nigri                     | Filme para TV                                 |
| 2014      | Hércules                 | Iphicles                         |                                               |
| Televisão |                          |                                  |                                               |
| Ano       | Título                   | Papel                            | Notas                                         |
| 2003      | Holby City               | Nic Yorke                        | 25 episódios                                  |
| 2004      | The Afternoon Play       | Ben Rose                         | Episódio "Sons, Daughters and Lovers"         |
| 2004      | Doctors                  | Scott Renshaw                    | Episódio "Gap Year"                           |
| 2005      | Ultimate Force           | Ed Dwyer                         | 3 episódios                                   |
| 2005      | Totally Frank            | DJ Dan                           | Episódio "Bad Girl"                           |
| 2006-2007 | The Chase                | Matt Lowe                        | 20 episódios                                  |
| 2009      | Agatha Christie's Marple | Stephen Restarick                | Episódio "- Miss Marple - Um Passe de Mágica" |
| 2009      | Blue Murder              | Billy Radfield                   | Episódio "This Charming Man"                  |
| 2010      | The Pillars of the Earth | Alfred                           | 9 episódios                                   |
| 2008-2011 | Raw                      | Bobby Breen                      | 16 episódios                                  |
| 2011      | Land Girls               | Reverend Henry Jameson           | 4 episódios                                   |
| 2012-2013 | Strike Back              | Sgt. Liam Baxter                 | 11 episódios                                  |
| 2005-2014 | Silent Witness           | Dr. Christy Nash / Nathan Archer | 4 episódios                                   |
| 2014      | 24:Live Another Day      | Ian Al-Harazi                    | 7 episódios                                   |
| 2015      | Spotless                 | Victor Clay                      | 10 episódios                                  |
| 2015-2016 | Once Upon a Time         | King Arthur (Rei Arthur)         | 11 episódios                                  |